# Ryang Hyon-ju
Ryang Hyon-ju (* 31. Mai 1998 in Hannō, Japan) ist ein nordkoreanischer Fußballspieler.

## Karriere

### Verein
Ryang Hyon-ju erlernte das Fußballspielen in der Jugendmannschaft von Ōmiya Ardija, in den Schulmannschaften der Saitama Korean Elementary and Middle School und der Tokyo Korean High School sowie in der Universitätsmannschaft der Waseda-Universität. Seinen ersten Vertrag unterschrieb er am 4. März 2021 beim FC Imabari. Der Verein, der in der Präfektur Ehime beheimatet ist, spielte in der dritten japanischen Liga, der J3 League. Sein Drittligadebüt gab Ryang Hyon-ju am 14. März 2021 (1. Spieltag) im Heimspiel gegen Roasso Kumamoto. Hier wurde er in der 55. Minute für Takafumi Yamada eingewechselt. 2021 absolvierte er für Imabarie zwölf Drittligaspiele. Im Februar 2022 unterschrieb er einen Vertrag beim Viertligisten Tōkyō Musashino United FC Für den Verein aus Musashino stand er 26-mal auf dem Spielfeld. Hierbei erzielte er zehn Tore. Zu Beginn der Saison 2023 wechselte er zum ebenfalls in der vierten Liga spielenden Veertien Mie.

### Nationalmannschaft
Ryang Hyon-ju spielte 2015 dreimal in der nordkoreanischen U17-Nationalmannschaft. Mit der Mannschaft nahm er an der U17-Weltmeisterschaft in Chile teil. Hier kam man bis ins Achtelfinale. Das Spiel gegen Mali wurde 3:0 verloren. Von 2018 bis 2020 spielte er sechsmal für die U23-Nationalmannschaft. Mit dem Team spielte er bei den Asian Games 2018 in Indonesien und bei der U23-Asienmeisterschaft in Thailand.